# Swissinfo
A Swissinfo (antigamente: Rádio Suíça Internacional - em alemão: Schweizer Radio International) é uma plataforma de internet suíça de informação e notícia, disponível em nove línguas, com ênfase na temática da Suíça. 
Ela pertence à associação SRG SSR idée suisse (em português: Sociedade Suíça de Radiodifusão e Televisão - em alemão: Schweizerische Radio- und Fernsehgesellschaft SRG SSR idée suisse), a maior empresa de mídia eletrônica da Suíça. 
A missão da swissinfo consiste não apenas em informar os suíços no estrangeiro sobre os acontecimentos em seu país, como também divulgar a imagem da Suíça no exterior.
A Swissinfo tem sede principal em Berna, assim como escritórios em Genebra e Zurique e postos de trabalho no Parlamento federal.

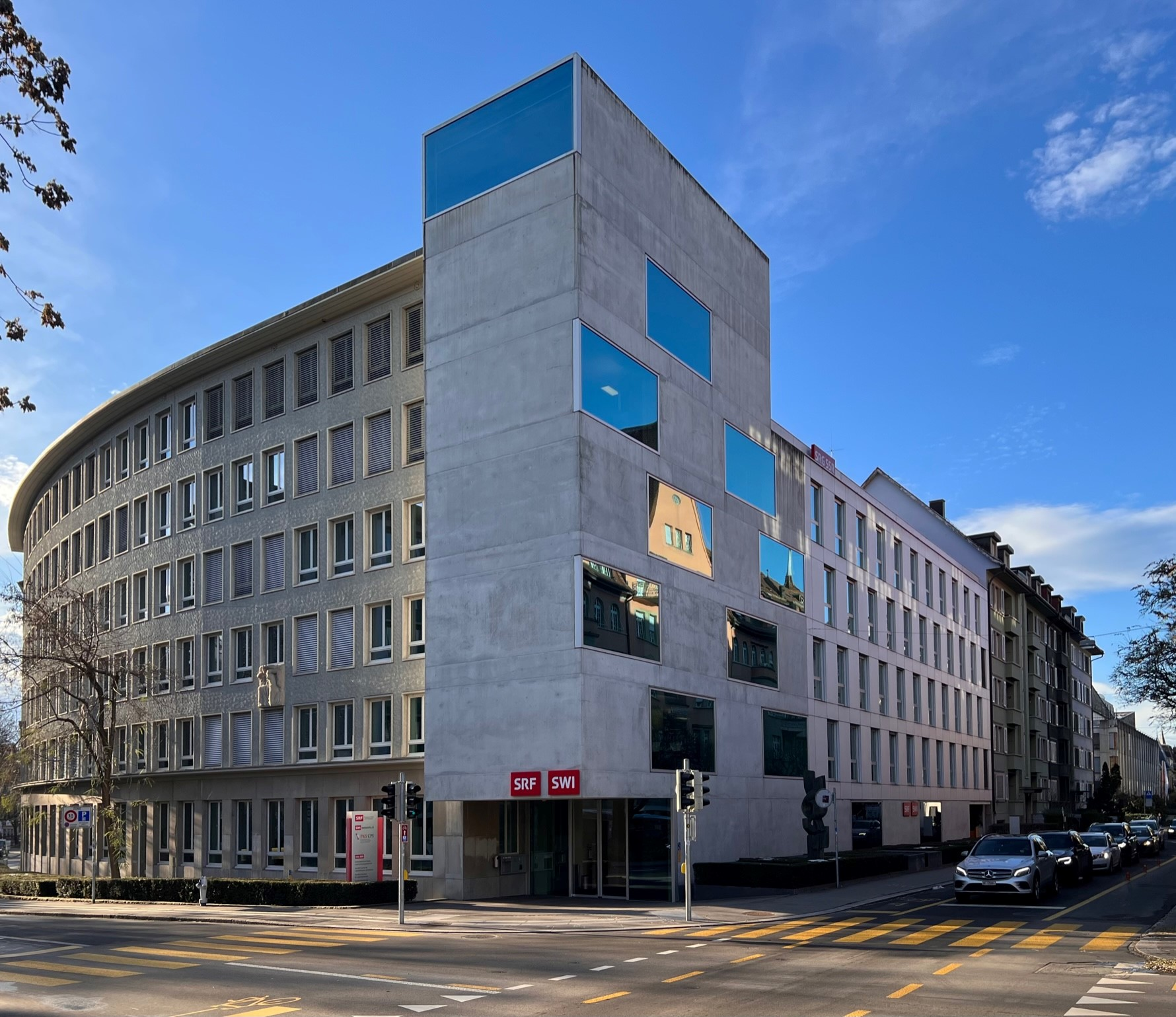
sede da SWI swissinfo.ch em Berna, Suíça